# Vouzela
Vouzela – miejscowość w Portugalii, leżąca w dystrykcie Viseu, w regionie Centrum w podregionie Dão-Lafões. Miejscowość jest siedzibą gminy o tej samej nazwie.

## Demografia
| Liczba ludności gminy Vouzela (1849–2011) | Liczba ludności gminy Vouzela (1849–2011) | Liczba ludności gminy Vouzela (1849–2011) | Liczba ludności gminy Vouzela (1849–2011) | Liczba ludności gminy Vouzela (1849–2011) | Liczba ludności gminy Vouzela (1849–2011) | Liczba ludności gminy Vouzela (1849–2011) | Liczba ludności gminy Vouzela (1849–2011) | Liczba ludności gminy Vouzela (1849–2011) |
| ----------------------------------------- | ----------------------------------------- | ----------------------------------------- | ----------------------------------------- | ----------------------------------------- | ----------------------------------------- | ----------------------------------------- | ----------------------------------------- | ----------------------------------------- |
| 1849                                      | 1900                                      | 1930                                      | 1960                                      | 1981                                      | 1991                                      | 2001                                      | 2004                                      | 2011                                      |
| 7 372                                     | 14 168                                    | 15 164                                    | 15 641                                    | 13 407                                    | 12 477                                    | 11 916                                    | 11 807                                    | 10 540                                    |

## Parafie
Parafie gminy Vouzela (ludność wg stanu na 2011 r.)
- Alcofra – 1001 osób
- Cambra – 1244 osoby
- Campia – 1542 osoby
- Carvalhal de Vermilhas – 215 osób
- Fataunços – 751 osób
- Figueiredo das Donas – 352 osoby
- Fornelo do Monte – 288 osób
- Paços de Vilharigues – 647 osób
- Queirã – 1432 osoby
- São Miguel do Mato – 924 osoby
- Ventosa – 794 osoby
- Vouzela – 1350 osób